# Petriroda
Petriroda est une commune allemande de l'arrondissement de Gotha en Thuringe et qui fait partie de la communauté d'administration Apfelstädtaue.

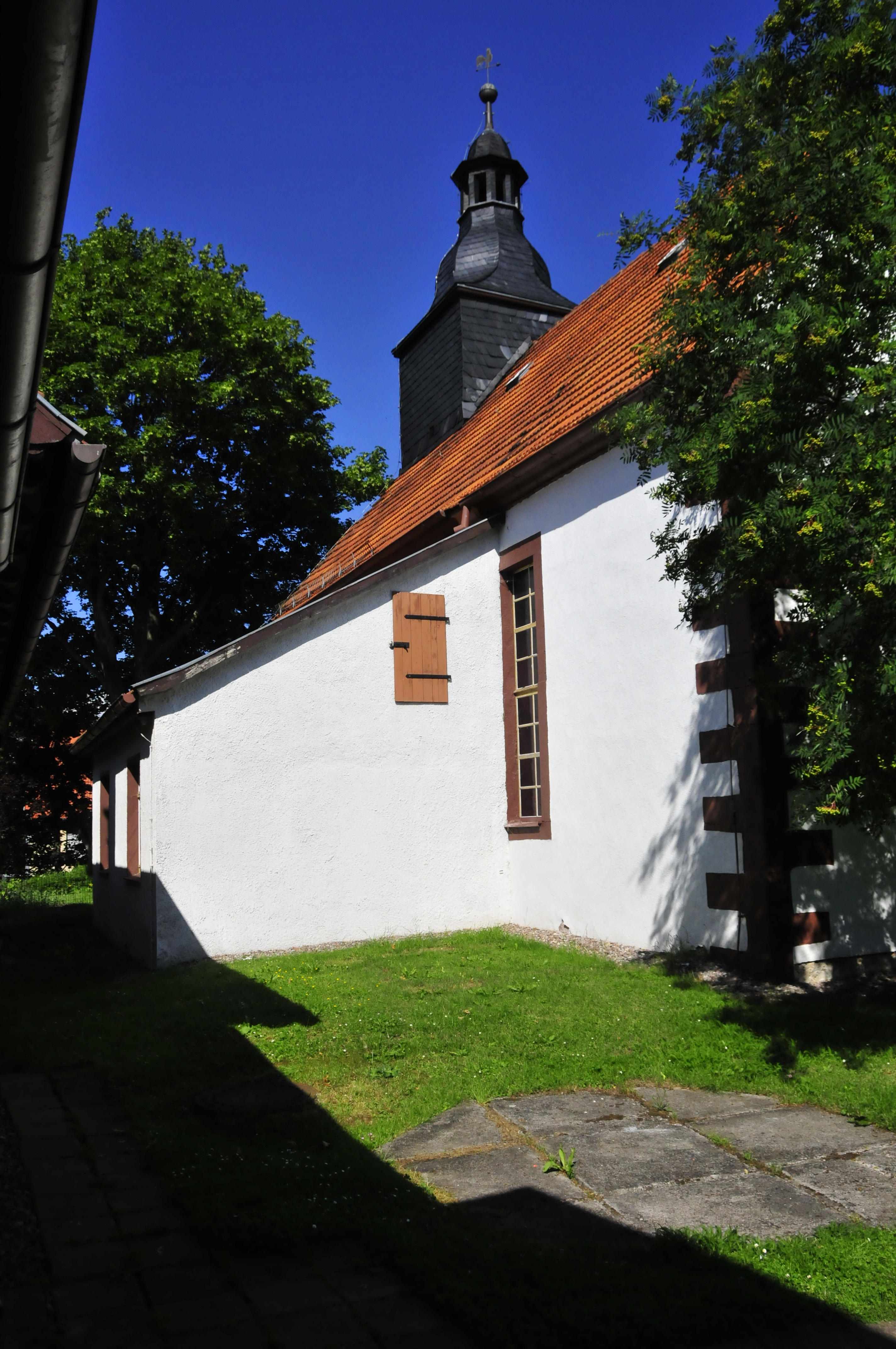
L'Èglise St. Salvator

## Géographie

Situation de la commune (en rouge) dans l'arrondissement de Gotha

Petriroda est située dans le sud de l'arrondissement, sur le Leinakanal, à 9 km au sud de Gotha, le chef-lieu de l'arrondissement, en direction de la forêt de Thuringe. Emleben fait partie de la communauté d'administration Apfelstädtaue dont le siège se trouve à Georgenthal.
Communes limitrophes (en commençant par le nord et dans le sens des aiguilles d'une montre) : Emleben, Schwabhausen, et Hohenkirchen.

## Histoire
La première mention du village date de 1349. Petriroda a profité du Leinakanal, canal creusé au Moyen Âge pour l'approvisionnement en eau potable de Gotha.
Petriroda a fait partie du duché de Saxe-Cobourg-Gotha (cercle d'Ohrdruf).
En 1922, après la création du land de Thuringe, la commune est intégrée au nouvel arrondissement de Gotha avant de rejoindre le district d'Erfurt en 1949 pendant la période de la République démocratique allemande jusqu'en 1990.

## Démographie
| 1910 | 1933 | 1939 | 1995 | 2000 | 2005 | 2010 |
| ---- | ---- | ---- | ---- | ---- | ---- | ---- |
| 314  | 365  | 350  | 358  | 365  | 348  | 336  |

## Communications
Petriroda est desservie par ligne ferroviaire Gotha-Ohrdruf-Gräfenroda.
La commune est traversée par la route L2146 Emleben-Hohenkirchen.